# Japan Open 1996
Die Japan Open 1996 im Badminton fanden vom 16. bis zum 21. Januar 1996 in Tokio statt. Das Preisgeld betrug 150.000 US-Dollar, was dem Turnier zu einem Fünf-Sterne-Status im Grand-Prix-Circuit verhalf.

## Sieger und Platzierte
| Disziplin    | Gold                       | Silber                         | Bronze                                  |
| ------------ | -------------------------- | ------------------------------ | --------------------------------------- |
| Herreneinzel | Joko Suprianto             | Heryanto Arbi                  | Lee Kwang-jin                           |
| Herreneinzel | Joko Suprianto             | Heryanto Arbi                  | Alan Budikusuma                         |
| Dameneinzel  | Ye Zhaoying                | Susi Susanti                   | Camilla Martin                          |
| Dameneinzel  | Ye Zhaoying                | Susi Susanti                   | Han Jingna                              |
| Herrendoppel | Ricky Subagja Rexy Mainaky | Rudy Gunawan Bambang Suprianto | S. Antonius Budi Ariantho Denny Kantono |
| Herrendoppel | Ricky Subagja Rexy Mainaky | Rudy Gunawan Bambang Suprianto | Tony Gunawan Rudy Wijaya                |
| Damendoppel  | Gil Young-ah Jang Hye-ock  | Ge Fei Gu Jun                  | Helene Kirkegaard Rikke Olsen           |
| Damendoppel  | Gil Young-ah Jang Hye-ock  | Ge Fei Gu Jun                  | Qin Yiyuan Tang Yongshu                 |
| Mixed        | Park Joo-bong Ra Kyung-min | Kim Dong-moon Gil Young-ah     | Nick Ponting Joanne Wright              |
| Mixed        | Park Joo-bong Ra Kyung-min | Kim Dong-moon Gil Young-ah     | Ha Tae-kwon Kim Shin-young              |

## Finalergebnisse
| Disziplin    | Sieger                     | Finalist                       | Ergebnis           |
| ------------ | -------------------------- | ------------------------------ | ------------------ |
| Herreneinzel | Joko Suprianto             | Heryanto Arbi                  | 15-12, 13-18, 15-4 |
| Dameneinzel  | Ye Zhaoying                | Susi Susanti                   | 11-7, 11-8         |
| Herrendoppel | Ricky Subagja Rexy Mainaky | Rudy Gunawan Bambang Suprianto | 15-8, 12-15, 15-12 |
| Damendoppel  | Gil Young-ah Jang Hye-ock  | Ge Fei Gu Jun                  | 15-5, 14-17, 15-10 |
| Mixed        | Park Joo-bong Ra Kyung-min | Kim Dong-moon Gil Young-ah     | 15-7, 15-1         |

## Ergebnisse

### Herreneinzel
- Heryanto Arbi –  Lin Liwen: 18-15 / 15-12
- Fumihiko Machida –  Andreas Pichler: 15-2 / 15-1
- Jeroen van Dijk –  Thomas Johansson: 15-11 / 15-5
- Akihiro Kishida –  Theodoros Velkos: 15-3 / 10-15 / 15-2
- Ting Chih-chen –  Christian Hinteregger: 15-5 / 15-0
- Peter Rasmussen –  Chang Jeng-shyuang: 15-5 / 6-15 / 15-2
- Darren Hall –  Mike Beres: 15-4 / 15-13
- Alan Budikusuma –  Peter Janum: 15-10 / 15-8
- Thomas Stuer-Lauridsen –  Hamid Khan: 15-8 / 9-15 / 15-8
- Ong Ewe Hock –  Liu En-hung: 15-8 / 15-1
- Craig Booley –  Jean-Frédéric Massias: 15-13 / 15-9
- Tam Kai Chuen –  Bertrand Gallet: 17-15 / 15-3
- Lo Ah Heng –  Seiichi Watanabe: 15-5 / 15-6
- Jim Laugesen –  Hwang Sun-ho: 15-5 / 15-10
- Hu Zhilang –  Masahiro Yabe: 15-3 / 15-4
- Etienne Thobois –  Kin Meng Horatius Hwang: 15-3 / 15-10
- Lee Kwang-jin –  Jürgen Koch: 15-3 / 15-11
- Ismail Saman –  Takahiro Saka: 15-11 / 15-7
- Pang Chen –  Imay Hendra: 15-3 / 15-12
- Sun Jun  –  Lee Mou-chou: 15-13 / 18-13
- Peter Knowles –  Takaaki Hayashi: 15-6 / 15-0
- Poul-Erik Høyer Larsen –  Yuzo Kubota: 15-4 / 15-4
- Martin Lundgaard Hansen –  Keita Masuda: 15-7 / 14-15 / 15-1
- Jens Olsson –  Enrico La Rosa: 15-2 / 15-2
- Murray Hocking –  Gianmarco La Rosa: 15-1 / 15-9
- Joris van Soerland –  Lin Kuo-chin: 15-4 / 15-1
- Rashid Sidek –  Yu Lizhi: 15-8 / 13-18 / 15-5
- Iain Sydie –  Thomas Reidy: 15-4 / 15-3
- Joko Suprianto –  Shinji Bito: 15-7 / 15-8
- Yong Hock Kin - : w.o.
- Søren B. Nielsen –  Ardy Wiranata: w.o.
- Tan Sian Peng –  Igor Dmitriev: w.o.
- Heryanto Arbi –  Fumihiko Machida: 15-8 / 15-11
- Jeroen van Dijk –  Akihiro Kishida: 15-4 / 18-14
- Ting Chih-chen –  Yong Hock Kin: 10-15 / 17-16 / 15-12
- Peter Rasmussen –  Darren Hall: 15-7 / 15-2
- Ong Ewe Hock –  Craig Booley: 18-15 / 15-10
- Lo Ah Heng –  Tam Kai Chuen: 15-12 / 15-10
- Hu Zhilang –  Jim Laugesen: 15-5 / 15-11 / 15-6
- Lee Kwang-jin –  Etienne Thobois: 15-6 / 15-0
- Søren B. Nielsen –  Ismail Saman: 15-9 / 8-15 / 15-10
- Pang Chen –  Sun Jun : 15-12 / 8-15 / 17-14
- Poul-Erik Høyer Larsen –  Peter Knowles: 15-11 / 15-9
- Martin Lundgaard Hansen –  Jens Olsson: 15-13 / 15-7
- Tan Sian Peng –  Murray Hocking: 9-15 / 15-6 / 15-7
- Rashid Sidek –  Joris van Soerland: 15-8 / 15-7
- Joko Suprianto –  Iain Sydie: 15-7 / 15-5
- Alan Budikusuma –  Thomas Stuer-Lauridsen: w.o.
- Heryanto Arbi –  Jeroen van Dijk: 15-8 / 18-13
- Peter Rasmussen –  Ting Chih-chen: 15-9 / 15-8
- Alan Budikusuma –  Ong Ewe Hock: 15-7 / 15-7
- Hu Zhilang –  Lo Ah Heng: 15-4 / 15-9
- Lee Kwang-jin –  Søren B. Nielsen: 15-8 / 15-5
- Poul-Erik Høyer Larsen –  Pang Chen: 10-15 / 15-10 / 15-10
- Martin Lundgaard Hansen –  Tan Sian Peng: 15-7 / 15-3
- Joko Suprianto –  Rashid Sidek: 15-6 / 15-18 / 15-7
- Heryanto Arbi –  Peter Rasmussen: 15-4 / 15-6
- Alan Budikusuma –  Hu Zhilang: 15-3 / 15-8
- Lee Kwang-jin –  Poul-Erik Høyer Larsen: 15-10 / 15-6
- Joko Suprianto –  Martin Lundgaard Hansen: 15-11 / 15-9
- Heryanto Arbi –  Alan Budikusuma: 15-10 / 15-11
- Joko Suprianto –  Lee Kwang-jin: 15-7 / 15-2
- Joko Suprianto –  Heryanto Arbi: 15-12 / 14-18 / 15-4

### Dameneinzel Qualifikation
- Miho Tanaka –  Hiromi Ban: 11-0 / 11-0
- Keiko Takeno –  Kennie Asuncion: 11-5 / 11-1
- Tammy Jenkins –  Gina Gomez: 11-7 / 11-7
- Chikako Nakayama –  Eriko Motegi: 11-4 / 11-0
- Santi Wibowo –  Sandrine Lefèvre: 11-7 / 11-6
- Tomoka Yoshioka –  Monica Memoli: 11-3 / 11-6
- Sachiko Sekimoto –  Junko Yamada: 11-5 / 11-8
- Chihiro Ohsaka –  Christelle Mol: 11-4 / 12-11
- Noriko Hori –  Rii Matsumoto: 12-9 / 11-4
- Miho Tanaka –  Ng Ching: 11-3 / 11-3
- Robbyn Hermitage –  Tatiana Vattier: 11-1 / 11-8
- Keiko Takeno –  Erika Von Heiland: 11-5 / 11-1
- Yumi Akashi –  Kumi Ohta: 11-5 / 12-11
- Kaori Mori –  Tamami Nakajima: 6-11 / 11-8 / 11-4
- Kanako Yonekura –  Naoko Miyake: 11-2 / 11-5
- Charmaine Reid –  Tammy Jenkins: 10-12 / 12-10 / 11-1
- Chikako Nakayama –  Santi Wibowo: 11-3 / 11-3
- Heather Poole –  Kathy Zimmerman: 11-3 / 11-0
- Tomoka Yoshioka –  Kellie Lucas: 11-6 / 11-5
- Yoshiko Iwata –  Elma Ong: 11-2 / 11-2
- Sachiko Sekimoto –  Chihiro Ohsaka: 6-11 / 11-6 / 11-5
- Meiling Okuno –  Moira Ong: 11-8 / 11-7
- Noriko Hori –  Maria Luisa Mur: 12-10 / 11-1
- Mariko Nakayama –  Satomi Igawa: 11-4 / 11-4

### Dameneinzel
- Kanako Yonekura –  Yumi Akashi: 12-10 / 11-4
- Margit Borg –  Keiko Takeno: 11-2 / 11-3
- Rhona Robertson –  Song Yang: 6-11 / 12-9 / 11-3
- Lee Joo Hyun –  Yasuko Mizui: 7-11 / 12-10 / 11-7
- Takako Ida –  Tomoka Yoshioka: 11-2 / 11-2
- Miho Tanaka –  Masako Sakamoto: 11-12 / 11-0 / 11-3
- Hisako Mizui –  Denyse Julien: 11-2 / 11-1
- Chikako Nakayama –  Huang Chia-chi: 3-11 / 11-8 / 11-3
- Kanako Yonekura –  Anne Søndergaard: 11-7 / 11-6
- Lidya Djaelawijaya –  Zarinah Abdullah: 11-6 / 11-7
- Anne Gibson –  Margit Borg: 11-8 / 11-1
- Lotte Thomsen –  Rhona Robertson: 11-7 / 11-0
- Lee Joo Hyun –  Chan Ya-lin: 11-8 / 11-5
- Camilla Martin –  Mariko Nakayama: 11-0 / 11-4
- Miho Tanaka –  Amparo Lim: 11-2 / 11-8
- Wang Chen –  Jeng Shwu-zen: 12-9 / 11-0
- Christine Magnusson –  Hisako Mizui: 5-11 / 11-7 / 11-1
- Zhang Ning –  Sachiko Sekimoto: 11-4 / 11-6
- Yao Yan –  Chikako Nakayama: 11-5 / 11-7
- Ye Zhaoying –  Yoshiko Ohta: w.o.
- Debra O’Connor –  Lim Xiaoqing: w.o.
- Han Jingna –  Yuliani Santosa: w.o.
- Takako Ida –  Maria Bengtsson: w.o.
- Susi Susanti –  Lisa Campbell: w.o.
- Ye Zhaoying –  Kanako Yonekura: 11-8 / 11-3
- Lidya Djaelawijaya –  Anne Gibson: 11-8 / 12-11
- Lotte Thomsen –  Debra O’Connor: 11-3 / 11-3
- Han Jingna –  Lee Joo Hyun: 11-8 / 11-6
- Camilla Martin –  Takako Ida: 11-6 / 11-8
- Wang Chen –  Miho Tanaka: 11-5 / 11-2
- Zhang Ning –  Christine Magnusson: 11-7 / 11-4
- Susi Susanti –  Yao Yan: 11-1 / 11-6
- Ye Zhaoying –  Lidya Djaelawijaya: 11-9 / 11-4
- Han Jingna –  Lotte Thomsen: 11-2 / 11-7
- Camilla Martin –  Wang Chen: 11-5 / 11-5
- Susi Susanti –  Zhang Ning: 11-4 / 11-5
- Ye Zhaoying –  Han Jingna: 11-3 / 11-2
- Susi Susanti –  Camilla Martin: 6-11 / 11-5 / 11-9
- Ye Zhaoying –  Susi Susanti: 11-7 / 11-8

### Herrendoppel
- Horng Shin-jeng /  Huang Chuan-chen –  Jürgen Koch /  Iain Sydie: 15-1 / 14-17 / 15-7
- Peter Blackburn /  Paul Staight –  Patrick Lau Kim Pong /  Tan Sian Peng: 15-10 / 15-10
- Takaaki Hayashi /  Norio Imai –  Manuel Dubrulle /  Vincent Laigle: 14-17 / 15-0 / 15-7
- Chow Kin Man /  Ma Che Kong –  Boris Kessov /  Theodoros Velkos: 17-15 / 18-14
- Chew Choon Eng /  Rosman Razak –  Lee Sung-yuan /  Yong Shyu-jeng: 15-6 / 15-8
- Jens Eriksen /  Christian Jakobsen –  Mike Beres /  Bryan Moody: 15-4 / 15-8
- Kazuhiro Honda /  Akihiro Imai –  Brent Olynyk /  Darryl Yung: 15-13 / 12-15 / 15-6
- Chan Siu Kwong /  He Tim –  Koji Miya /  Eiji Takahashi: 15-4 / 15-11
- Choong Tan Fook /  Lee Wan Wah –  Neil Cottrill /  Darren Hall: 15-4 / 15-6
- Yap Yee Guan /  Yap Yee Hup –  Shinji Ohta /  Takuya Takehana: 15-1 / 15-3
- Ha Tae-kwon /  Lee Dong-soo –  Christian Hinteregger /  Andreas Pichler: 15-1 / 15-0
- Ge Cheng /  Tao Xiaoqiang –  Chen Chin-Hsien /  Tu Tung-sheng: 15-5 / 18-15
- Hideki Furukawa /  Hideyuki Munesue –  Bertrand Gallet /  Jean-Frédéric Massias: 18-15 / 9-15 / 18-13
- Michael Søgaard /  Henrik Svarrer –  Nick Ponting /  Julian Robertson: w.o.
- Simon Archer /  Chris Hunt –  Lin Kuo-chin /  Wu Chun-sheng: w.o.
- Chiang Hong-li /  Wang Chia-cherng - : w.o.
- Ricky Subagja /  Rexy Mainaky –  Michael Keck /  Kai Mitteldorf: 15-6 / 15-9
- Michael Søgaard /  Henrik Svarrer –  Horng Shin-jeng /  Huang Chuan-chen: 15-12 / 15-4
- Peter Blackburn /  Paul Staight –  Takaaki Hayashi /  Norio Imai: 15-9 / 7-15 / 15-12
- Huang Zhanzhong /  Jiang Xin –  Hwang Sun-ho /  Kim Dong-moon: 15-1 / 15-10
- Chew Choon Eng /  Rosman Razak –  Chow Kin Man /  Ma Che Kong: 15-6 / 15-8
- S. Antonius Budi Ariantho /  Denny Kantono –  Enrico La Rosa /  Gianmarco La Rosa: 15-3 / 15-4
- Simon Archer /  Chris Hunt –  Jens Eriksen /  Christian Jakobsen: 15-9 / 15-7
- Kazuhiro Honda /  Akihiro Imai –  Chiang Hong-li /  Wang Chia-cherng: 15-3 / 15-9
- Tony Gunawan /  Rudy Wijaya –  Shinji Bito /  Fumihiko Machida: 15-12 / 15-4
- Chan Siu Kwong /  He Tim –  Choong Tan Fook /  Lee Wan Wah: 15-10 / 15-8
- Jon Holst-Christensen /  Thomas Lund –  Takuya Katayama /  Yuzo Kubota: 15-3 / 15-4
- Ha Tae-kwon /  Lee Dong-soo –  Yap Yee Guan /  Yap Yee Hup: 15-7 / 15-4
- Peter Axelsson /  Pär-Gunnar Jönsson –  Liao Kuo-mao /  Lin Liang-chun: 15-3 / 15-6
- Ge Cheng /  Tao Xiaoqiang –  Hideki Furukawa /  Hideyuki Munesue: 15-10 / 15-10
- Rudy Gunawan /  Bambang Suprianto –  Jim Laugesen /  Thomas Stavngaard: 15-11 / 15-9
- Cheah Soon Kit /  Yap Kim Hock –  Kevin Han /  Thomas Reidy: w.o.
- Ricky Subagja /  Rexy Mainaky –  Michael Søgaard /  Henrik Svarrer: 18-14 / 7-15 / 15-8
- Cheah Soon Kit /  Yap Kim Hock –  Peter Blackburn /  Paul Staight: 15-11 / 15-8
- Huang Zhanzhong /  Jiang Xin –  Chew Choon Eng /  Rosman Razak: 15-4 / 15-10
- S. Antonius Budi Ariantho /  Denny Kantono –  Simon Archer /  Chris Hunt: 15-2 / 15-11
- Tony Gunawan /  Rudy Wijaya –  Kazuhiro Honda /  Akihiro Imai: 15-11 / 15-1
- Jon Holst-Christensen /  Thomas Lund –  Chan Siu Kwong /  He Tim: 15-3 / 15-9
- Ha Tae-kwon /  Lee Dong-soo –  Peter Axelsson /  Pär-Gunnar Jönsson: 12-15 / 15-6 / 15-2
- Rudy Gunawan /  Bambang Suprianto –  Ge Cheng /  Tao Xiaoqiang: 15-6 / 15-4
- Ricky Subagja /  Rexy Mainaky –  Cheah Soon Kit /  Yap Kim Hock: 15-14 / 7-15 / 15-8
- S. Antonius Budi Ariantho /  Denny Kantono –  Huang Zhanzhong /  Jiang Xin: 15-12 / 15-0
- Tony Gunawan /  Rudy Wijaya –  Jon Holst-Christensen /  Thomas Lund: 12-15 / 15-2 / 15-13
- Rudy Gunawan /  Bambang Suprianto –  Ha Tae-kwon /  Lee Dong-soo: 15-8 / 15-12
- Ricky Subagja /  Rexy Mainaky –  S. Antonius Budi Ariantho /  Denny Kantono: 15-10 / 15-11
- Rudy Gunawan /  Bambang Suprianto –  Tony Gunawan /  Rudy Wijaya: 15-4 / 15-10
- Ricky Subagja /  Rexy Mainaky –  Rudy Gunawan /  Bambang Suprianto: 15-8 / 12-15 / 15-12

### Damendoppel Qualifikation
- Miho Tomita /  Hiromi Yamada –  Virginie Delvingt /  Sandrine Lefèvre: 15-3 / 15-1
- Mariko Nakayama /  Kanako Yonekura –  Gina Gomez /  Meiling Okuno: 15-0 / 15-3
- Yuki Koizumi /  Mayumi Watanabe –  Chan Hui Fung /  Zhou Xin: 15-1 / 15-6
- Chiemi Ishii /  Yoshiko Iwata –  Christelle Mol /  Tatiana Vattier: 15-5 / 15-2
- Haruko Matsuda /  Shinobu Sasaki –  Heather Poole /  Charmaine Reid: 15-2 / 15-3

### Damendoppel
- Ge Fei /  Gu Jun –  Tammy Jenkins /  Rhona Robertson: 15-6 / 15-1
- Ann Jørgensen /  Lotte Olsen –  Gillian Gowers /  Sarah Hardaker: 15-7 / 15-8
- Tomomi Matsuo /  Masako Sakamoto –  Kim Mee-hyang /  Kim Shin-young: 9-15 / 15-13 / 15-11
- Yuki Koizumi /  Mayumi Watanabe –  Milaine Cloutier /  Robbyn Hermitage: 10-15 / 15-10 / 15-3
- Julie Bradbury /  Joanne Wright –  Miho Tomita /  Hiromi Yamada: 15-2 / 15-10
- Finarsih /  Lili Tampi –  Katrin Schmidt /  Kerstin Ubben: 15-12 / 15-6
- Helene Kirkegaard /  Rikke Olsen –  Elma Ong /  Moira Ong: 15-4 / 15-3
- Silvia Albrecht /  Santi Wibowo –  Kennie Asuncion /  Amparo Lim: 15-9 / 18-17
- Si-an Deng /  Denyse Julien –  Linda French /  Erika Von Heiland: 15-9 / 15-3
- Qin Yiyuan /  Tang Yongshu –  Maria Bengtsson /  Margit Borg: 15-3 / 15-6
- Nichola Beck /  Joanne Davies –  Hisako Mizui /  Yasuko Mizui: 15-7 / 6-15 / 15-12
- Lisbet Stuer-Lauridsen /  Marlene Thomsen –  Rhonda Cator /  Amanda Hardy: 15-0 / 15-5
- Haruko Matsuda /  Shinobu Sasaki –  Chen Li-chin /  Tsai Hui-min: 8-15 / 15-9 / 15-13
- Chung Jae-hee /  Park Soo-yun –  Chen Ying /  Peng Xinyong: 15-6 / 12-15 / 15-9
- Takae Masumo /  Chikako Nakayama –  Aiko Miyamura /  Akiko Miyamura: 15-11 / 15-8
- Gil Young-ah /  Jang Hye-ock –  Eline Coene /  Erica van den Heuvel: 15-5 / 15-5
- Ge Fei /  Gu Jun –  Ann Jørgensen /  Lotte Olsen: 15-8 / 15-5
- Tomomi Matsuo /  Masako Sakamoto –  Yuki Koizumi /  Mayumi Watanabe: 15-4 / 15-11
- Julie Bradbury /  Joanne Wright –  Finarsih /  Lili Tampi: 13-15 / 15-3 / 15-7
- Helene Kirkegaard /  Rikke Olsen –  Silvia Albrecht /  Santi Wibowo: 15-7 / 15-4
- Qin Yiyuan /  Tang Yongshu –  Si-an Deng /  Denyse Julien: 15-5 / 15-1
- Lisbet Stuer-Lauridsen /  Marlene Thomsen –  Nichola Beck /  Joanne Davies: 15-9 / 15-12
- Chung Jae-hee /  Park Soo-yun –  Haruko Matsuda /  Shinobu Sasaki: 15-7 / 15-5
- Gil Young-ah /  Jang Hye-ock –  Takae Masumo /  Chikako Nakayama: 15-3 / 15-7
- Ge Fei /  Gu Jun –  Tomomi Matsuo /  Masako Sakamoto: 15-4 / 15-3
- Helene Kirkegaard /  Rikke Olsen –  Julie Bradbury /  Joanne Wright: 5-15 / 15-9 / 15-7
- Qin Yiyuan /  Tang Yongshu –  Lisbet Stuer-Lauridsen /  Marlene Thomsen: 15-12 / 15-9
- Gil Young-ah /  Jang Hye-ock –  Chung Jae-hee /  Park Soo-yun: 15-6 / 15-9
- Ge Fei /  Gu Jun –  Helene Kirkegaard /  Rikke Olsen: 15-8 / 15-11
- Gil Young-ah /  Jang Hye-ock –  Qin Yiyuan /  Tang Yongshu: 15-6 / 15-6
- Gil Young-ah /  Jang Hye-ock –  Ge Fei /  Gu Jun: 15-5 / 14-17 / 15-10

### Mixed
- Tri Kusharyanto /  Minarti Timur –  Chan Siu Kwong /  Tung Chau Man: 15-6 / 15-3
- Peter Blackburn /  Rhonda Cator –  Seiichi Watanabe /  Tomomi Matsuo: 15-12 / 15-8
- Simon Archer /  Julie Bradbury –  Jens Eriksen /  Helene Kirkegaard: 17-16 / 18-17
- Park Joo-bong /  Ra Kyung-min –  Brent Olynyk /  Heather Poole: 15-4 / 15-8
- Jon Holst-Christensen /  Marlene Thomsen –  Ron Michels /  Erica van den Heuvel: 15-8 / 15-3
- Ha Tae-kwon /  Kim Shin-young –  Lee Dong-soo /  Kim Mee-hyang: 15-3 / 15-12
- Liu Jianjun /  Sun Man –  Michael Keck /  Karen Neumann: 15-10 / 2-15 / 15-5
- Peter Axelsson /  Catrine Bengtsson –  Mike Beres /  Robbyn Hermitage: 15-6 / 15-11
- Christian Jakobsen /  Lotte Olsen –  Darryl Yung /  Denyse Julien: 12-15 / 15-8 / 18-17
- Thomas Stavngaard /  Ann Jørgensen –  Jürgen Koch /  Amanda Hardy: 17-14 / 4-15 / 15-5
- Nick Ponting /  Joanne Wright –  Tam Kai Chuen /  Zhou Xin: 15-4 / 15-1
- Michael Søgaard /  Rikke Olsen –  Kai Mitteldorf /  Katrin Schmidt: 15-9 / 15-11
- Chris Hunt /  Gillian Gowers –  Neil Cottrill /  Sarah Hardaker: 15-8 / 18-15
- Norio Imai /  Masako Sakamoto –  Bryan Moody /  Milaine Cloutier: 15-5 / 15-3
- Kim Dong-moon /  Gil Young-ah –  Chen Xingdong /  Peng Xinyong: 15-2 / 15-4
- Jan-Eric Antonsson /  Astrid Crabo –  He Tim /  Chan Oi Ni: w.o.
- Tri Kusharyanto /  Minarti Timur –  Peter Blackburn /  Rhonda Cator: 15-5 / 15-12
- Park Joo-bong /  Ra Kyung-min –  Simon Archer /  Julie Bradbury: 15-0 / 15-6
- Ha Tae-kwon /  Kim Shin-young –  Jon Holst-Christensen /  Marlene Thomsen: 15-10 / 9-15 / 15-8
- Liu Jianjun /  Sun Man –  Peter Axelsson /  Catrine Bengtsson: 17-18 / 15-10 / 15-7
- Jan-Eric Antonsson /  Astrid Crabo –  Christian Jakobsen /  Lotte Olsen: 9-15 / 18-13 / 15-5
- Nick Ponting /  Joanne Wright –  Thomas Stavngaard /  Ann Jørgensen: 15-8 / 6-15 / 15-10
- Michael Søgaard /  Rikke Olsen –  Chris Hunt /  Gillian Gowers: 15-5 / 15-1
- Kim Dong-moon /  Gil Young-ah –  Norio Imai /  Masako Sakamoto: 15-3 / 15-4
- Park Joo-bong /  Ra Kyung-min –  Tri Kusharyanto /  Minarti Timur: 15-7 / 15-2
- Ha Tae-kwon /  Kim Shin-young –  Liu Jianjun /  Sun Man: 15-8 / 15-11
- Nick Ponting /  Joanne Wright –  Jan-Eric Antonsson /  Astrid Crabo: 15-12 / 15-10
- Kim Dong-moon /  Gil Young-ah –  Michael Søgaard /  Rikke Olsen: 15-5 / 18-13
- Park Joo-bong /  Ra Kyung-min –  Ha Tae-kwon /  Kim Shin-young: 15-5 / 15-3
- Kim Dong-moon /  Gil Young-ah –  Nick Ponting /  Joanne Wright: 15-10 / 15-11
- Park Joo-bong /  Ra Kyung-min –  Kim Dong-moon /  Gil Young-ah: 15-7 / 15-1